# Thou, Loiret

Thou este o comună în departamentul Loiret din centrul Franței. În 1 ianuarie 2022 avea o populație de 213 de locuitori.